# Dietmar Bührer

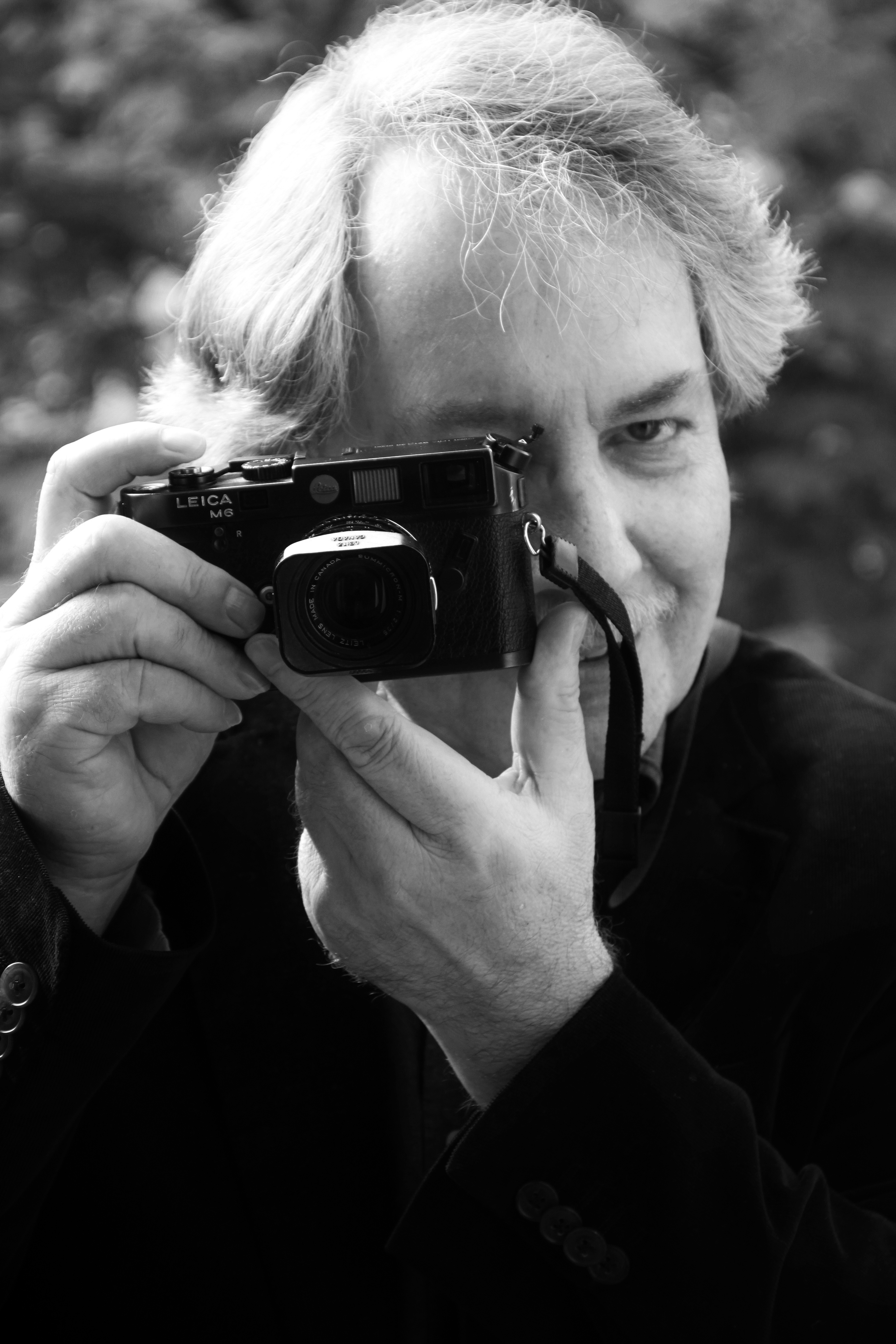
Dietmar Bührer, Selbstporträt (2016)

Dietmar Kurt Bührer (* 28. August 1947 in Rielasingen, Hegau) ist ein deutscher Buchdrucker, Verleger und Fotograf.

## Beruflicher Werdegang und Werk
Nach seiner Ausbildung als Buchdrucker beim Schwarzwälder Boten in Singen am Hohentwiel wechselte er 1968 zu den Stuttgarter Nachrichten in Stuttgart. 1970 übersiedelte er nach Berlin. Er nahm eine Tätigkeit als Drucker bei der SPD-nahen Tageszeitung Telegraf sowie der Nachtdepesche an und absolvierte seine Meisterprüfung. Seit 1990 war Bührer in der Hausdruckerei der Justizvollzugsanstalt Tegel beschäftigt, seit 2001 bis zu seinem Ausscheiden als deren Leiter.
Als Fotograf ist Bührer Autodidakt. Mit seinen Werken fanden zahlreiche Fotoausstellungen im In- und Ausland statt. Seit 1984 ist er Verleger, Herausgeber sowie Leitender Redakteur des Berliner Magazins für Fotografie brennpunkt, einem aufwendig gestalteten Projekt für Schwarz-Weiß-Fotografie, das viermal im Jahr auf ca. 100 Seiten DIN-A4 berichtet und Bilder zeigt. Seine besondere Aufmerksamkeit als Fotograf gilt den Besuchern von Galerien. Im Jahr 1984 wurde er in die Deutsche Gesellschaft für Photographie (DGPh) berufen; seit 1987 ist er Ehrenmitglied im Deutschen Verband für Fotografie (DVF). 
Bührer erhielt 2011 das Verdienstkreuz am Bande der Bundesrepublik Deutschland. Er habe sich besondere Verdienste durch seinen beruflichen, persönlichen und fotografischen Umgang mit Inhaftierten vor und hinter den Mauern der Justizvollzugsanstalt Tegel erworben.
Bührer lebt und arbeitet in Berlin.

## Publikationen

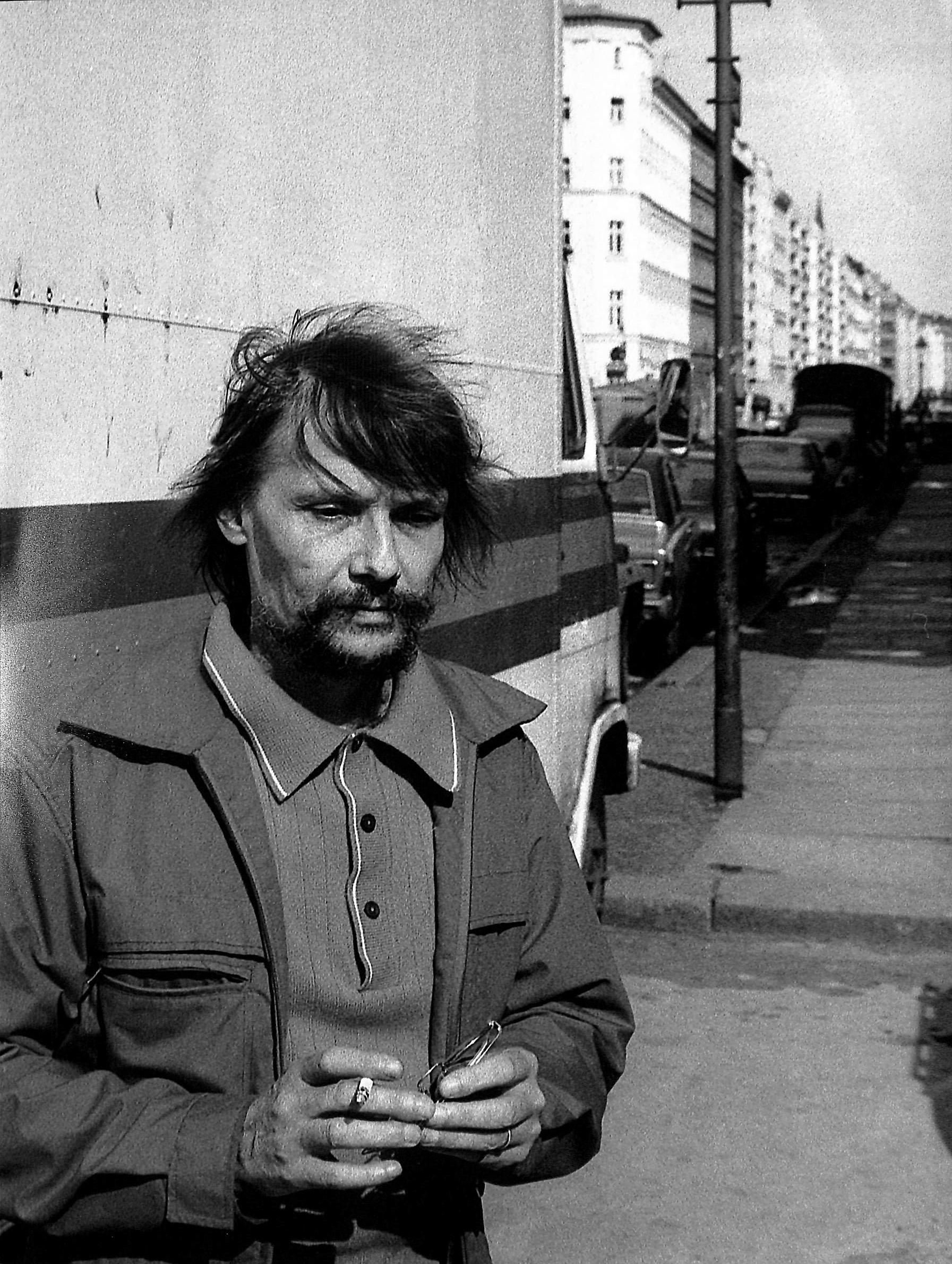
Dietmar Bührer: Portrait Artur Märchen (1974)

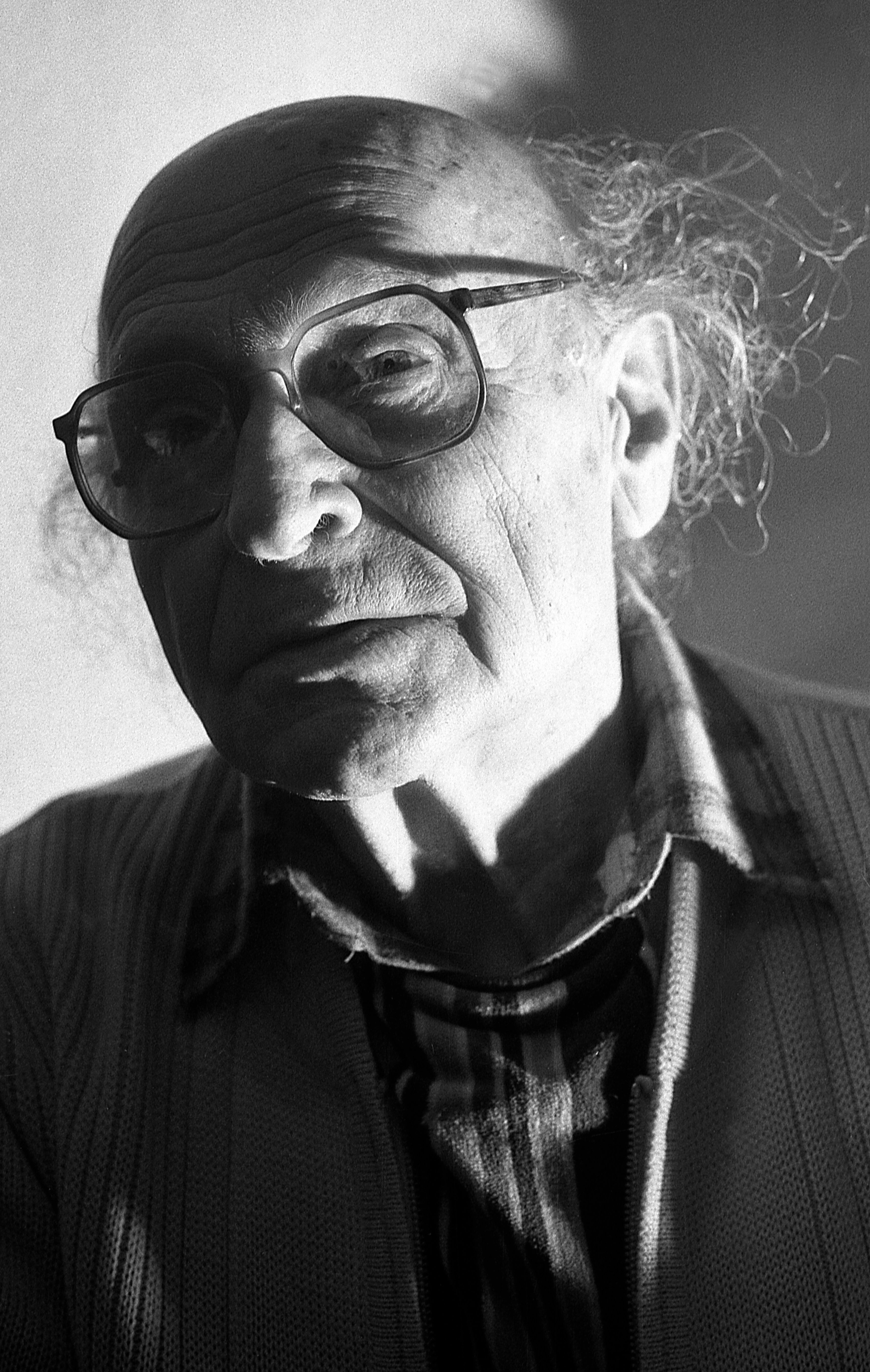
Dietmar Bührer: Portrait Kurt Neuburger (1974)

- 1984: Katalog: Eine fotografische Reise durch China
- 1986: Katalog: Menschen in der U-Bahn
- 1992: Bildband: Seelsorge im Knast
- 1994: Katalog: Tante-Emma-Läden in Berlin
- 1995: Katalog: Steine unter meinen Füßen
- 1996: Kalender: Jahreszeiten in Tegel
- 1999: Knast-Gedichte: Zellenstille, 1. Aufl., Ed. dibü, Berlin, ISBN 978-3-926772-51-0
- 2002: Kalender: Twenty-five years (Menschen in Galerien)
- 2008: Bildband: Street-Life, epubli Verlag Berlin
- 2009: Bildband: Wendezeit 1989-2009, epubli Verlag Berlin
- 2009: Katalog: 25 Jahre, brennpunkt Magazin
- 2010: Bildband: Berliner Tage 1972–2007, epubli Verlag Berlin
- 2011: Bildband: MenschenBilder, epubli Verlag Berlin
- 2015: Bildband: Zeitensprünge West-Berliner Künstler 1974/2015, epubli Verlag Berlin 2015, ISBN 978-3-7375-5757-3